# Reinhold Sulzbacher
Reinhold Sulzbacher (Liezen, 29 de julio de 1944) es un deportista austríaco que compitió en luge. Ganó una medalla de oro en el Campeonato Europeo de Luge de 1982, en la prueba doble.

## Palmarés internacional
| Campeonato Europeo | Campeonato Europeo | Campeonato Europeo | Campeonato Europeo |
| Año                | Lugar              | Medalla            | Prueba             |
| ------------------ | ------------------ | ------------------ | ------------------ |
| 1982               | Winterberg (RFA)   | Medalla de oro     | Doble              |